# Estación de Hoche
Hoche es una estación del metro de París situada en la comuna de Pantin, al este de la capital. Pertenece a la línea 5. 

## Historia
La estación fue inaugurada el 12 de octubre de 1942 con la ampliación de la línea 5 hacia Pantin.
La estación debe su nombre a Lazare Hoche militar francés.

## Descripción
La estación se compone de dos andenes laterales y de dos vías.
Luce un diseño absolutamente clásico, en bóveda y con azulejos blancos. Su iluminación ha sido renovada empleando el modelo vagues (olas) con estructuras casi adheridas a la bóveda que sobrevuelan ambos andenes proyectando la luz en varias direcciones. La señalización por su parte usa la moderna tipografía Parisine donde el nombre de la estación aparece en letras blancas sobre un panel metálico de color azul. Por último, los asientos de la estación son los modernos Coquille o Smiley, unos asientos en forma de cuenco inclinado para que parte del mismo pueda usarse como respaldo y que poseen un hueco en la base en forma de sonrisa.
La estación está adornada con un busto del general Hoche y con ilustraciones sobre su vida.

## Accesos
La estación dispone de tres accesos.
- Acceso 1: a la altura del nº 3 de la calle Hoche
- Acceso 2: a la altura del nº 50 de la avenida Jean Lolive
- Acceso 3: a la altura del nº 60 de la avenida Jean Lolive